# Рассадопосадочная машина
Рассадопосадочная машина — машина, предназначенная для высадки заранее подготовленной рассады или в открытый грунт, или в почву с одновременным её мульчированием полиэтиленовой плёнкой.

## История
История рассадопосадочных машин началась в 1928 году, когда итальянский профессор Самерани совершил прорыв, вырастив из одного зерна куст пшеницы. Фокус в том, что 1 куст, выращенный итальянцем, содержал 342 стебля с колосками вместо одного стебля у обычного растения.
Уже через год в Германии земледельцы сумели получить рекордный урожай с полей кустистой ржи. И он составил 96 ц/га. Даже спустя 100 лет такая урожайность считается непревзойдённой.
Причиной столь резкого увеличения количества стеблей зернового растения была пересадка растений — агротехнический  приём, способствующий усилению корневой системы и пробуждению "спящих почек" у нижней части стебля. Пересадка злакового растения в такой момент более глубоко в землю с окучиванием вызывает его кущение.
На многие годы повышение урожайности зерновых культур путём создания кустистости стало манией агрономов и генетиков. Следствием этих настойчивых попыток стало появление рассадопосадочных машин, которые в итоге нашли более широкое применение в овощеводстве.

## Классификация рассадопосадочных машин
Современные рассадопосадочные машины способны работать с рассадой овощных культур: томата, огурца,перца, баклажана, капусты, лука, салата, бахчевых культур: арбуза, дыни и тыквы, технических культур: сахарной свеклы и табака любых типов: кассетной с ячейками кубической, пирамидальной или конической формы, с голым корнем, с пророщенными клубнями, картофеля, луковицами, семенами и даже небольшими саженцами деревьев.
В настоящее время рассадопосадочные машины классифицируются по типу высаживающего аппарата:
- вертикальный - обеспечивает очень бережную высадку, так как стаканчик с рассадой плавно опускается на цепной передаче до самой поверхности почвы и только тогда открывается;
- револьверный - характеризуется высокой производительностью и удобством загрузки рассады;
- с зажимами - предназначен для высадки рассады с голым корнем.